# Амираджибов, Михаил Кайхосрович
Князь Михаил Кайхосрович Амираджибов (Амираджиби) (груз. მიხეილ ქაიხოსროს ძე ამირეჯიბი; 1833—1903) — генерал-лейтенант русской императорской армии, герой русско-турецкой войны 1877—1878 годов.

## Биография
Родился 2 (14) сентября 1833 года в семье князя Кайхосро Мзечабуковича Амиреджиби (Амиреджибова; 1795 — после 1851 и княжны Кетеван Амилгарабовны Цицишвили.
Службу начал в 1851 году рядовым Тифлисского гренадерского полка; через год был переведён в лейб-гренадерский Эриванский полк.
В 1853 году унтер-офицер Амираджибов в составе полка выступил в первый поход и получил боевое крещение в сражении при Баяндуре; за особые отличия в сражении при Башкадыкларе произведён 2 ноября 1853 года в прапорщики и переведён в Ставропольский егерский полк, с которым отличился в сражении при Курюк-Дара. В конце 1854 года прапорщик Амираджибов, будучи переведён в Грузинский гренадерский полк, участвовал во взятии Карса и за оказанные отличия произведён в подпоручики. В 1857 году он получил роту, с которой три года беспрерывно участвовал в походах на лезгинскую кордонную линию, в землю дидойцев и в штурме аула Ведено, в экспедициях в Чечню и Дагестан и при штурме Гуниба, заслужив за боевые отличия чин поручика и орден Св. Владимира 4-й степени с мечами и бантом. В 1863 году поручик Амираджибов был произведён в штабс-капитаны и назначен состоять для особых поручений при главнокомандующем, но вскоре был командирован в Исуховский отряд, с которым и выступил в поход. Новыми подвигами штабс-капитан Амираджибов заслужил чин капитана и перевод в лейб-гвардии Семёновский полк, но с оставлением при Кавказской армии в прежней должности при главнокомандующем. В 1871 году капитан Амираджибов был произведён в полковники и в январе 1877 году назначен командиром 156-го пехотного Елисаветпольского полка, с которым и участвовал в русско-турецкой войне 1877—1878 годов. Овладев штурмом укрепленными Гелявердынскими высотами, Амираджибов оказал серьёзное влияние на падение Ардагана, за что был награждён орденом Св. Георгия 4-й степени
В воздаяние за отличие, оказанное при взятии передовых укреплений и крепости города Ардагана
Участие полка в сражении под горой Кизиль-Тапа, и особенно в трёхдневном бою на Аладжинских высотах, окончательно закрепило боевую славу елисаветпольцев, которым были пожалованы Георгиевские знамёна. В последующих сражениях полковника Амираджибова особенно отличали, назначая его с полком туда, где ожидался самый трудный и упорный бой. Так, 23 октября 1877 года Амираджибову была поручена особая колонна (8 батальонов) для атаки в центре неприятельской позиции при Деве-Бойну сильно укрепленной высоты Узун-Ахмет, составлявшей ключ позиции. Удачно совершив движение по ущелью, Амираджибов стремительно бросился на штурм, атаковал турок с тыла и занял Узун-Ахмет. «Атака на Узун-Ахмет, — доносил генерал Гейман, — была поистине блестящая, и князь Амираджиби вел её с чрезвычайной энергией». Как главный виновник победы, Амираджибов 19 апреля 1878 года получил редкую для своего чина награду — орден Святого Георгия 3-й степени № 570
Командуя 23 Октября 1877 года второю колонною, назначенной для занятия лево-фланговой неприятельской позиции на Деве-Бойну, составляющую ключ Турецкой позиции, отличною распорядительностию, примерною храбростию и решительною атакою трудно доступной неприятельской позиции успел завладеть ею и тем дал оборот всему делу в пользу нашу
Участвуя с полком в ночном движении к Эрзеруму, Амираджибов взял укрепление Ассизиэ, но при этом был контужен. Помимо отмеченных выше боевых наград, полковник Амираджибов был за отличие произведён 7 ноября 1879 года в генерал-майоры, награждён орденом Святого Станислава 1-й степени, а в 1879 году зачислен в списки полка. В 1880 году Амираджибов получил 1-ю бригаду Кавказской гренадерской дивизии, но через два года вышел в запас; вновь поступил на службу лишь в 1884 году и вернулся на прежнюю должность.

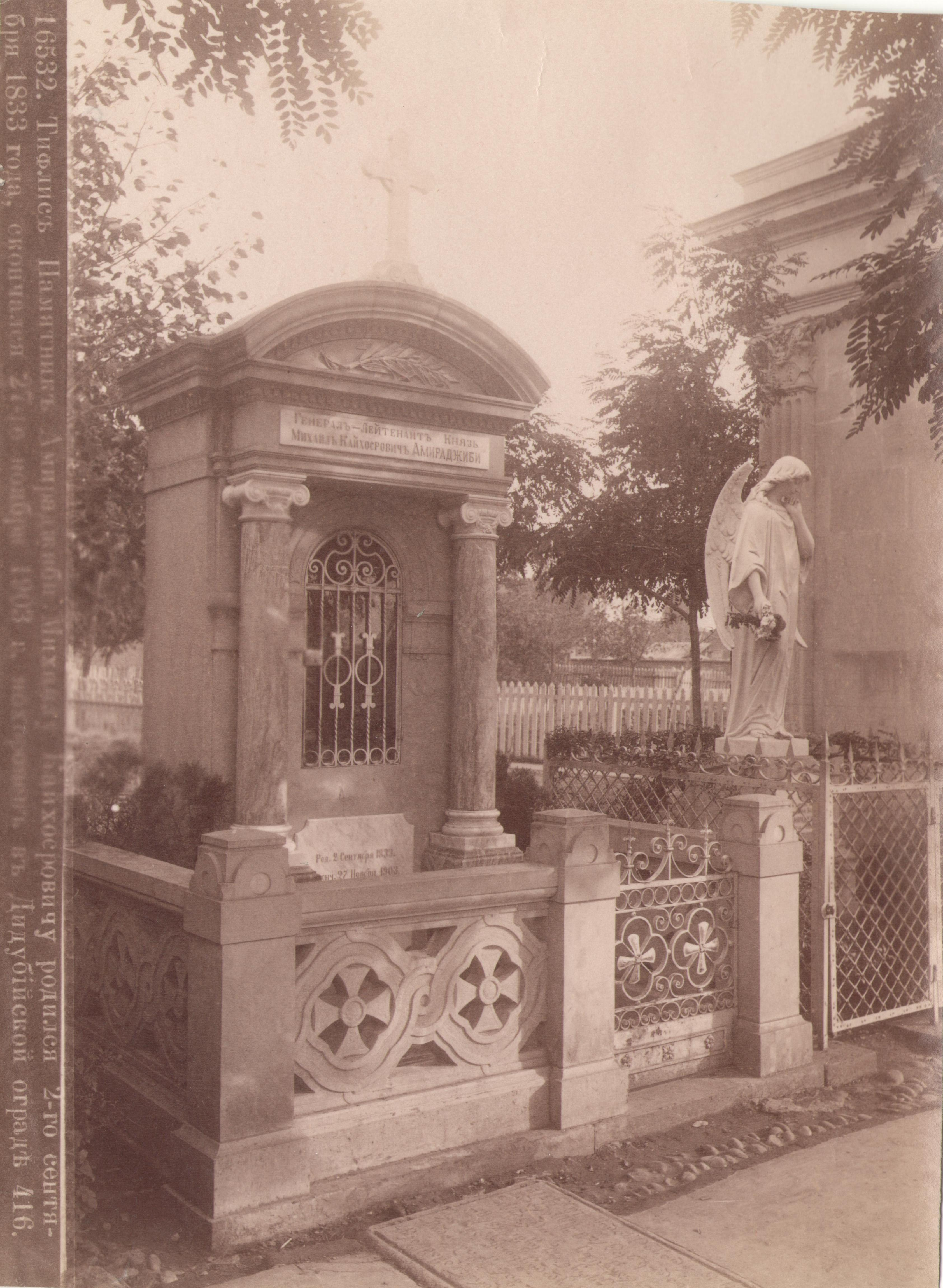
Могила князя М. К. Амираджиби в Тифлисе (Дидубийская ограда).

В 1885 году получил орден Св. Анны 1-й степени. В 1893 году состоялось назначение генерала Амираджибова начальником 39-й пехотной дивизии, а в 1899 году, в чине генерал-лейтенанта, командиром 1-го Кавказского армейского корпуса, которым он и командовал вплоть до своей кончины в Тифлиси 27 ноября (10 декабря) 1903 года.

### Семья
Был женат на княжне Софье Васильевне Аргутинской-Долгорукой (1847—1906). В браке родилось четверо детей; из них наиболее известен:
- Константин (1869—1948) — инженер, академик[1].